# Frauenzimmer

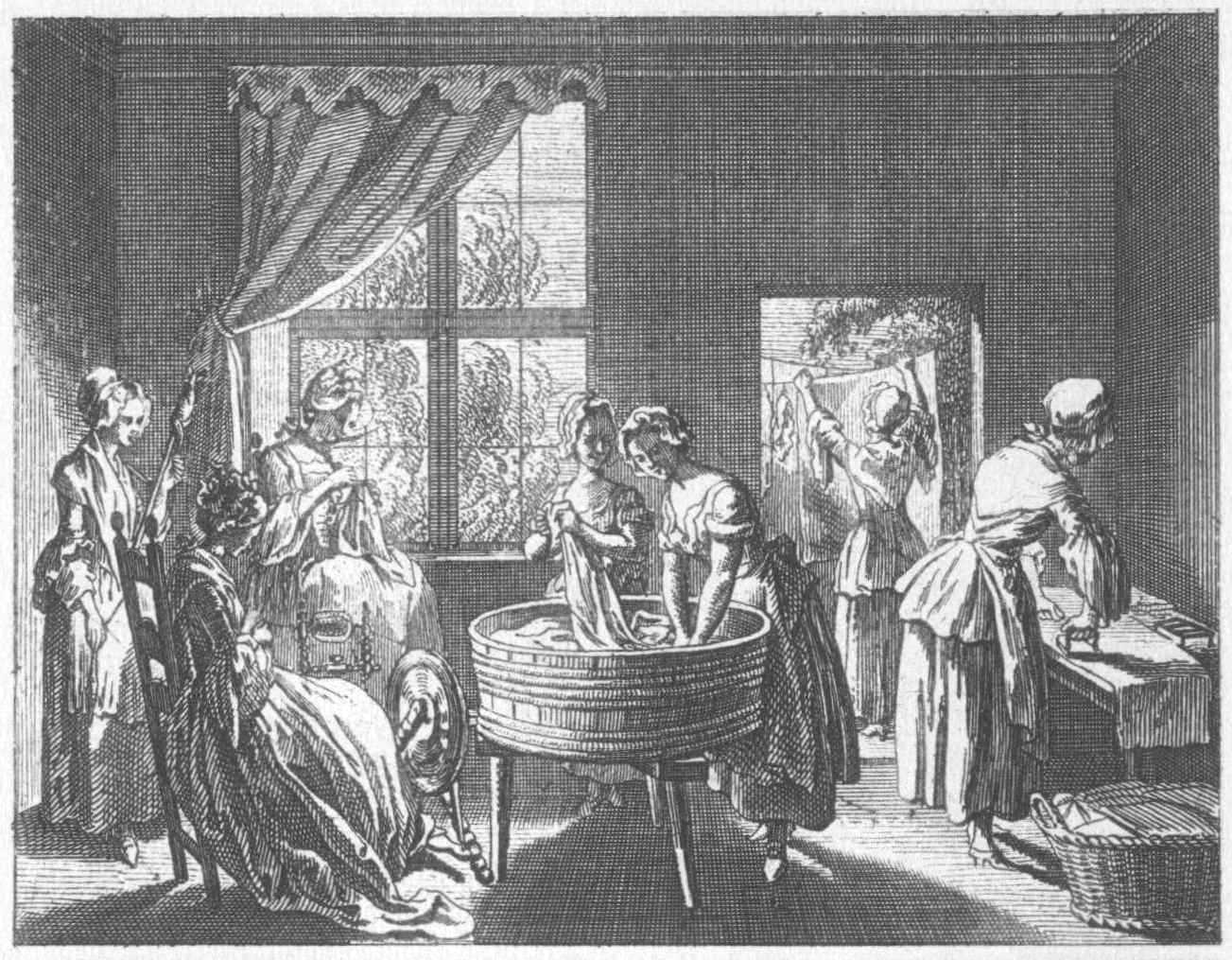
Frauenzimmerarbeiten im Nähen, Spinnen, Waschen, Plätten usw. (Kupferstich von Daniel Chodowiecki, 1774)

Als Frauenzimmer, geschrieben früher unter anderem frawenzymer, bezeichnete man an Höfen des 15. Jahrhunderts den gesamten Hofstaat einer adligen Hausherrin sowie ihre Gemächer.
Dazu konnten mehr als 50 Personen beiderlei Geschlechts gehören. Gefolgsleute waren zum Beispiel: Hofmeister und Hofmeisterinnen, Hofdamen, Ehrendamen, ein Kaplan, Edelknaben oder eine Beschließerin, die auch eine Adelige sein konnte. Unter den abhängig Arbeitenden gab es: Zofen, Jungfern, Jungferndirnen, Dienerinnen, Näherinnen, Wäscherinnen, Köchinnen und Köche, Mägde, Knechte, Diener, Bereiter, Ofenheizer, Torhüter, Narren und mehr.
Der Frauenhofstaat wurde oft getrennt von dem des Mannes geführt und durch eine Frauenzimmerordnung geregelt. Die Räume befanden sich häufig in einem separaten Teil des Gebäudes und besaßen mitunter einen eigenen Eingang. Solche räumlichen Voraussetzungen und die häufige Abwesenheit der Männer begünstigten die Schaffung selbstbestimmter Freiräume durch die Frauen. Einige von ihnen zogen diese Art der Geselligkeit einer Ehe und dem entsprechenden Verlust der Eigenständigkeit vor (siehe dazu auch die Erläuterungen bei Misogamie).
Der Begriff Frauenzimmer wird seit dem 17. Jahrhundert auch auf einzelne Frauen angewandt. So lautet eine bekannte Moritat, die häufig von Bänkelsängern vorgetragen wurde: Sabinchen war ein Frauenzimmer. Auch im 19. Jahrhundert war der Begriff für Frauen bzw. Patientinnen geläufig. Seit Mitte des 20. Jahrhunderts wird der Ausdruck nur noch historisierend oder regional in der Umgangssprache gebraucht.